# سیارک ۱۳۷۶۵
سیارک ۱۳۷۶۵ (به انگلیسی: 13765 Nansmith، نامگذاری:1998SM138) سیزده هزار و هفتصد و شصت و پنجمین سیارک کشف شده‌است که در ۲۶ سپتامبر ۱۹۹۸ کشف شد.
قدر مطلق سیارک برابر ۱۴٫۲ است.